# Noord-Friese Waddeneilanden
De Noord-Friese Waddeneilanden (Duits: Nordfriesische Inseln, Deens: Nordfrisiske Øer, Noord-Fries: Nuurdfresk eilunen) zijn een reeks eilanden in de Noordzee voor de westkust van de Duitse deelstaat Sleeswijk-Holstein en de regio Zuid-Denemarken.
Naast de grotere eilanden zijn er de kleinere Halligen, die niet van een zeewering voorzien zijn, maar van hooggelegen terpen.
De Duitse eilanden hebben een bevolking die van Friese afkomst is; de Deense eilanden worden door Denen en niet door Friezen bewoond.

## Overzicht van de eilanden
Tot de Noord-Friese Waddeneilanden behoren (van noord naar zuid):
- Deense eilanden
  - Langli
  - Fanø (veerdienst vanaf Esbjerg)
  - Mandø (getijdeweg, niet bij hoogwater begaanbaar)
  - Rømø (dam met weg naar het vasteland, veerdienst naar Sylt)
  - Jordsand (in 1999 verdwenen)
  - Koresand
- Duitse eilanden
  - Sylt (via de Hindenburgdamm bestaat een spoorverbinding met het vasteland)
  - Föhr
  - Amrum
  - Pellworm
  - Nordstrand (sinds 1987 een schiereiland)

- Duitse halligen
  - Oland
  - Langeneß
  - Japsand
  - Gröde
  - Habel
  - Hamburger Hallig
  - Hooge
  - Nordstrandischmoor
  - Norderoog
  - Norderoogsand
  - Süderoog
  - Süderoogsand
  - Südfall